# 约翰·斯卡利
约翰·斯卡利（英語：John Sculley，1939年4月6日—），美国企业家。他曾任百事公司副总裁（1970年至1977年）、总裁（1977年至1983年），此后出任苹果公司首席执行官（1983年至1993年）。1987年5月，他以220万美元的年薪成为硅谷年薪最高的经理人。
1983年，喬布斯親自出馬，請來了百事可樂的約翰·斯卡利，那句著名的「你是想賣一輩子糖水，還是想要改變世界」就出自這裡。1983年4月，斯卡利上任蘋果執行長，随后双方产生矛盾，于1985年把乔布斯排挤出局。在他执掌苹果公司期间，公司的销售额从8亿美元上升至80亿美元。不过他也因为背离了公司创始人史蒂夫·乔布斯所定的销售结构，特别是他决定与IBM竞争相同的客户群体，从而受到争议。微軟於1990年推出Windows 3.0並取得巨大成功，相反，因史考利管理不力，從90年代開始，蘋果的市場份額快速下降。最终他于1993年因公司的利润、销量以及股票的下滑而被迫离开苹果公司。
目前，斯卡利是一家成立于1995年的私人投资公司——斯卡利兄弟（Sculley Brothers）的合伙人。他以其营销策略而知名，尤其是他在百事公司推出的“百事挑战”（the Pepsi Challenge）活动，使公司得以从竞争对手可口可乐处获得市场份额。而他于1980年代与1990年代在苹果时也使用了类似的营销手段为麦金塔电脑扩大市场。